# 100 días para enamorarnos
100 días para enamorarnos est une telenovela américaine diffusée depuis le 28 avril 2020 sur Telemundo.

## Synopsis
L'histoire tourne autour de deux bons amis, Constanza Franco (Ilse Salas), une avocate très sophistiquée et prospère, en plus de sa mère et de sa femme; et à Remedios Rivera (Mariana Treviño), dans la peau de Mariana Treviño, également mère et épouse aimante, mais qui, contrairement à son amie, est un esprit libre qui ne peut pas garder sa vie en ordre. Les deux femmes décident de mettre fin à 20 ans de mariage avec leurs maris respectifs. La vie de Remedios est compliquée lorsqu'elle décide de se séparer de son mari actuel et que son premier amour réapparaît. Pendant ce temps, Constanza accepte avec son mari de faire une pause de 100 jours. Une fois les 100 jours écoulés, ils devront décider de garder le mariage ou non.

## Distribution

### Acteurs principaux
- Ilse Salas : Constanza "Connie" Franco de Cuesta
- Mariana Treviño : Remedios Rivera de Barrios
- David Chocarro : Emiliano León
- Erick Elías : Plutarco Cuesta
- Sylvia Sáenz : Jimena Sosa
- Sofía Lama : Aurora Villareal
- Héctor Suárez Gomís : Luis Casas
- Andrés Almeida : Max Barrios
- Manuel Balbi : Fernando Barroso
- Lucas Velázquez : Pablo Franco
- Daniela Bascopé : Isabel Morales de Barroso
- Macarena García Romero : Alejandra Barrios Rivera
- Xabiani Ponce De León : Daniel "Dani" Cuesta Franco
- Gabriel Tarantini : Benjamín Flores
- Fernanda Urdapilleta : Lucía Sandoval Blanco
- Sheryl Rubio : Mariana Velarde
- Macaria : Mónica Franco
- Eduardo Ibarrola : Pedro Franco
- Shaula Vega : Marlene Blanco
- Beatriz Monroy : Vicky Medina
- Thamara Aguilar : Teresa "Tere"  Medina
- Isabella Sierra : Susana Casas Sosa
- Gael Sánchez : José Martín Cuesta Franco
- Andrés Pirela : Nicolás "Nico" Casas Villareal
- Humberto Zurita : Ramiro Rivera

### Acteurs récurrents
- Amairani Romero : Martha
- Carlos Acosta-Milian : monsieur Balderas
- Daniela Botero : Lorena
- Marielena Dávila : Soledad "Sol" Bernal
- Freddy Flórez : Benito
- Scarlet Ortiz : Gloria Cruz
- Cristina Figarola : Catalina Jones
- Gonzálo Zulueta : Ángel Urdaneta
- Julián Marín : Christian Núñez
- Abril Golindano : Frida Barroso Morales
- Daniel Lugo : Juge
- Jimmie Bernal : Sénateur Jones
- Marco Antonio Tostado : Roger Montero
- Darío Duque : Étudiant
- Emmanuel Pérez : Samuel Sandoval Blanco
- María Laura Quintero : Pilar Segura
- Andrés Vargas : Darío Puente
- Fabián Hernández : Fito Garza
- Harry Geithner : Bruno Casares
- Paulo Quevedo : Fausto
- Omar Fabel : Leonardo Férrero
- Ricardo Chávez : Héctor Morillo
- Aneudy Lara : Jorge Álvarez
- Carlos Torres : Fabián "El Lobo" Ramírez
- Daniela Navarro : Hilda Santander
- Jorge Consejo : José Miguel Meléndez
- Carlos Santos : Gil Reyes
- Ezra Michel : Andrés
- Maite Embil : Angélica Quintero
- Mauricio Novoa : Roberto
- Jullye Giliberti : Karla
- Carolina Laursen : Amante
- Fabián Ríos : Ívan Acosta
- Héctor Peña : Carlos Zapata
- Karla Monroig : Dulce Barroso
- Laura Garrido : ?

## Diffusion
- Telemundo (2020)

## Autres versions
- Cien días para enamorarse (Telefe, 2018)
- Cien días para enamorarse (Mega, 2019)

### Sources
- (es) Cet article est partiellement ou en totalité issu de l’article de Wikipédia en espagnol intitulé « 100 días para enamorarnos » (voir la liste des auteurs).